# Peter Mittell
Peter Mittell (1769 in Mannheim – 1824 in Karlsruhe) war ein deutscher Theaterschauspieler und -regisseur.

## Leben
Mittell betrieb wie sein Vater die Buchbinderei, allein manchen Abend entwich er aus dem elterlichen Hause und stürmte ins Theater. Der Hang zur Bühne machte ihm auch bald sein Geschäft unleidlich und große Kämpfe zwischen Vater und Sohn waren an der Tagesordnung. Da rief man August Wilhelm Iffland als Richter auf.
Doch dieser – riet ab.
Aber auch das Urteil dieses großen Meisters schüchterte Mittell in seinen Plänen nicht ein, rastlos suchte er alles an sich zu verbessern, was Iffland tadelnswert fand und unverdrossen arbeitete er an seiner Ausbildung.
Eines schönen Tages verschwand er von zu Hause und fand endlich in Ofen eine kleine Anstellung bei der Bühne, jedoch nur für kurze Zeit. Bald darauf schloss er sich, an den Rhein zurückgekehrt, der Bossanschen Gesellschaft an.
Hier fesselten ihn nicht nur sein Wirkungskreis und die Anerkennung, die sein Fleiß und redliches Streben fanden, sondern auch die Stieftochter seines Direktors Friedrich Wilhelm Bossann, Dorothea. 1793 wurde der Ehebund geschlossen, und als sein Schwiegervater 1797 die Direktion des Hoftheaters zu Dessau übernahm, wurde er auch Mitglied dieser Hofbühne, kurz darauf sogar Regisseur. Bei Auflösung dieses Theaters (1810) folgte er einem Rufe nach Karlsruhe, wo er am 1. November des gleichen Jahres Begründer und erster Intendant des Großherzoglich Badischen Hoftheaters wurde.
Dort hat er sich sowohl als Regisseur wie als Darsteller besonders beliebt gemacht. Seine Verdienste als Spielleiter überwogen die des Schauspielers. Er starb 1824.
Sein Sohn war der Schauspieler Karl Mittell, sein Enkel der Schauspieler Carl Mittell.